# Craig Levein
Craig William Levein (Dunfermline, 22 de outubro de 1964) é um treinador e ex-futebolista escocês. Atualmente, é diretor de futebol do Heart of Midlothian.

## Carreira

### Jogador
Levein disputaria seus primeiros torneios de futebol defendendo seu colégio, o Inverkeithing High School, onde também atuaria ao lado de seu futuro companheiro de seleção, Gordon Durie. Acabaria deixando o futebol quando tinha quinze anos por quase um ano, tendo retornando quando recebeu um convite de seu irmão para treinador no amador Lochore Welfare.
Permaneceria no clube pouco tempo, tendo feito testes para ingressar nas categorias de base de outros clubes, tendo sido aceito no Cowdenbeath. Estrearia profissionalmente quando tinha dezesseis anos e, permaneceria no clube durante duas temporadas, disputando sessenta partidas. Suas atuações no clube despertariam o interesse de outros clubes do futebol britânico, tendo acertado com o Heart of Midlothian, que pagou quarenta mil libras.
No Heart of Midlothian, apesar de uma primeira temporada "tímida", passaria a ter grande destaque a partir da segunda, tendo recebido ainda o prêmio de melhor jogador jovem do campeonato. Na temporada seguinte, receberia mais uma vez o prêmio, se tornando o primeiro a conseguir receber duas vezes o prêmio. Já na seguinte, sofreria sua primeira grave lesão, que o deixaria fora de quase toda a temporada.
Recuperado da lesão, ainda teria boas atuações, mas sofreria pouco tempo depois uma nova lesão, tendo ficado afastado do futebol durante quase um ano. Após retornar novamente da lesão, passaria as próximas cinco temporadas conseguindo atuar em alto nível, tendo estreado pela Seleção Escocesa e, no mesmo ano também estaria presente na Copa do Mundo de 1990. Sofreria uma terceira grave lesão quando tinha trinta anos, tendo que abandonar o futebol.

### Treinador
Após deixar o futebol profissional, ingressou na função de treinador. Seu primeiro trabalho foi justamente no Cowdenbeath, tendo sido nomeado treinador no final de 1997. No clube, obteria bons resultados, o que lhe rendeu uma oportunidade no Heart of Midlothian, no qual conseguiria novamente ótimos resultados, levando o clube a competições europeias.
Tais conquistas no Heart chamaram a atenção dos dirigentes do Leicester City, que o contrataram no final de 2004. Porém, ficaria apenas até o inicio de 2006, quando acabou sendo demitido após péssimos resultados. Assumiria em seguida o Raith Rovers durante alguns meses e, depois o Dundee United. No Dundee obteria grande sucesso novamente, tendo levado o clube a uma final de Copa da Liga. Tal sucesso o levaria ao comando da Seleção Escocesa, com a missão de levá-la à Copa de 2014, no Brasil.
Em um grupo com Bélgica, Croácia, Macedônia, País de Gales e Sérvia, os escoceses disputaram dois jogos preparatórios antes das Eliminatórias: primeiro, um empate por 1 a 1 contra a Eslovênia, e uma goleada de 5 a 1 para os Estados Unidos, Recuperou-se com uma vitória por 3 a 1 frente à Austrália, mas Levein sofreu críticas de Ian Black, que na época atuava na Quarta Divisão nacional, por não ter convocado Lee Wallace para o jogo. Black foi convocado como substituto, mas parte da torcida o vaiou. Levein acreditava que a Escócia tinha condições de vencer os jogos de seu grupo, mas empates com Sérvia e Macedônia aumentaram ainda mais as críticas contra ele, por adotar táticas muito defensivas nas partidas.
Em novembro de 2012, a Associação Escocesa de Futebol confirmou a demissão de Levein do comando técnico da seleção após as derrotas para Gales e Bélgica (embora ele tivesse chamado Steven Fletcher e Kris Commons para ambos os confrontos), que deixaram o time na lanterna do grupo A, com apenas dois pontos em quatro jogos.
Após 1 ano e 6 meses longe do futebol, Levein foi oficializado como diretor de futebol do Heart of Midlothian. cargo que ocupa desde então.